# Gejza

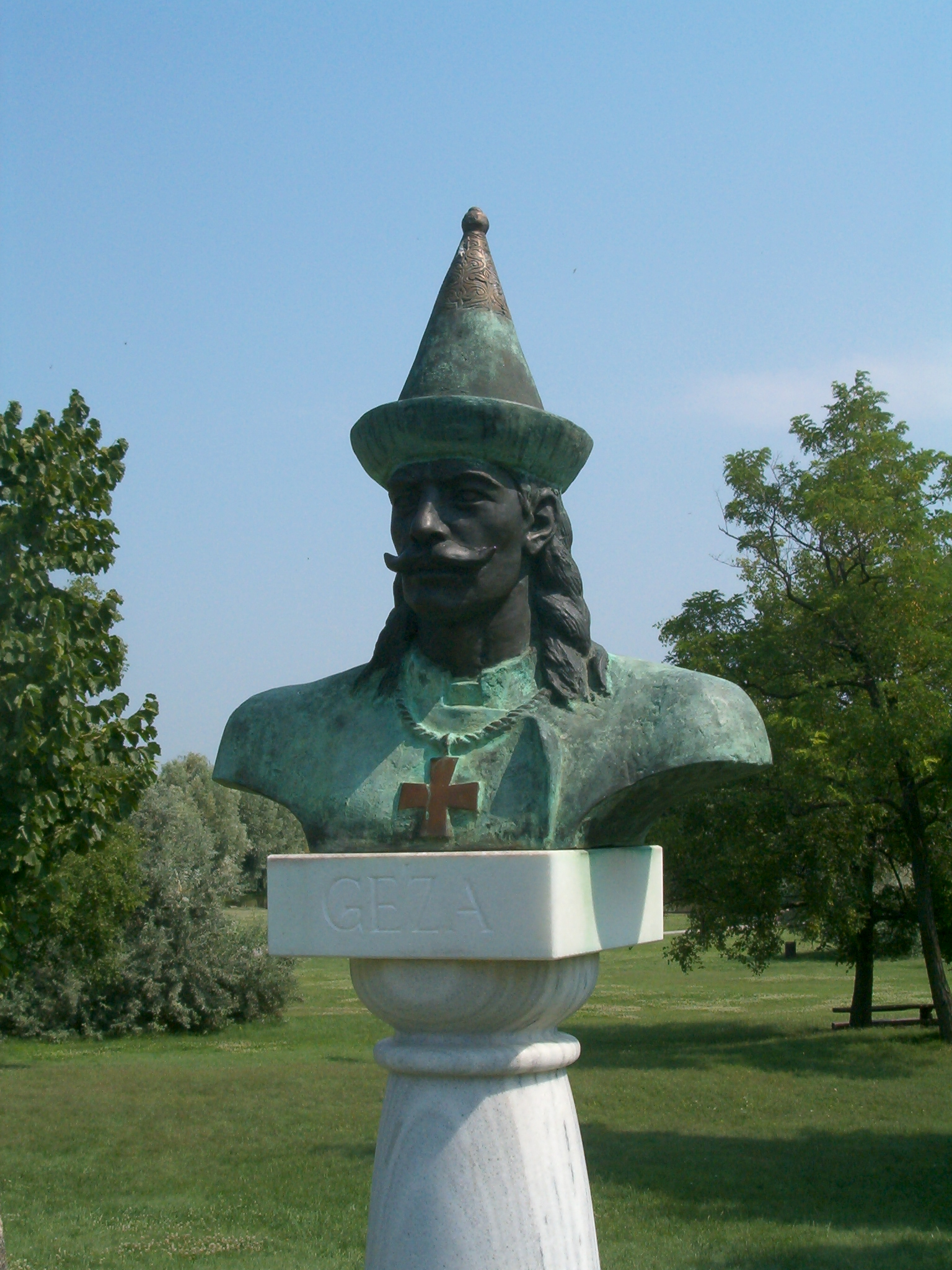
Pomnik Gejzy.

Gejza (węg. Géza; ur. ok. 949, zm. 1 lutego 997) – książę węgierski z dynastii Arpadów, panował od ok. 970 roku. Był synem Taksonya, ojcem św. Stefana i bratem Michała. W 974 roku przyjął chrzest w obrządku łacińskim wraz z całą swoją rodziną.

## Małżeństwo
Żoną Gejzy była Sarolta, córka księcia transylwańskiego, Gyuli.
W starszej historiografii utrzymywał się pogląd, że był żonaty z polską księżniczką Adelajdą Białą Kneginią; dziś ten pogląd został raczej definitywnie zarzucony przez naukę historyczną.

## Potomstwo
Z małżeństwa Sarolty i Gejzy pochodzili:
- Stefan I Święty, ur. ok. 975, zm. 1038 – książę Węgier od 997, król od 1001;
- nieznana z imienia córka, żona Gabriela Radomira, cara Bułgarii, oddalona przez męża około 1010 roku[3],
- nieznana z imienia córka (w starszych opracowaniach pojawia się hipoteza, że mogła nosić imię Maria[4]), od 1009 roku żona Ottona Orseolo, doży weneckiego,
- nieznana z imienia córka, według starszej literatury była żoną Samuela Aby, króla Węgier w latach 1041–1044[4]; obecnie większą popularnością cieszy się pogląd, że była matką Samuela Aby[5].

Za córkę Gejzy i Sarolty w starszej historiografii uchodziła nieznana z imienia Węgierka, druga żona Bolesława I Chrobrego; obecnie ten pogląd zdaje się być porzucony przez badaczy. Obecnie coraz częściej pojawia się wśród badaczy tematu przekonanie, że drugą żoną Bolesława Chrobrego mogła być siostrą Sarolty, czyli szwagierką Gejzy. Jej imię prawdopodobnie brzmiało Karolda.
Istniała też hipoteza, że córką Gejzy była żona hrabiego Sizza z Turyngii i matka Guntera z Dobrowody. Obecnie przyjmuje się, że Gunter urodził się około 955 roku (a więc był mniej więcej rówieśnikiem Gejzy i Sarolty) i był krewnym bawarskiej księżniczki Gizeli, żony Stefana I. Podobnie też za córkę Gejzy uchodziła Scholastyka, pierwsza opatka św. Lamberta w Somlóvásárhely; obecnie przyjmuje się, że była jego daleką krewną.